# Litauische Männer-Feldhandballnationalmannschaft
Die litauische Männer-Feldhandballnationalmannschaft vertrat die Litauische SSR bei Länderspielen. Die Litauische SSR wurde nicht von der Internationale Handballföderation anerkannt. Die einzigen bekannten Spiele sind gegen die polnische Männer-Feldhandballnationalmannschaft und Männer-Feldhandballnationalmannschaft der DDR.
Die litauischen Spieler waren ebenso Teil der sowjetischen Männer-Feldhandballnationalmannschaft.

## Bekannte Spiele
Je nach Quellen zählte die DDR die Länderspiele gegen die SSR als offizielle Spiele oder nicht. (Siehe auch: Liste der DDR) Der polnische Verband zählt alle Spiele als offizielle Spiele, sogar das Spiel gegen den Verein Žalgiris Klaipėda.
| Datum         | Ergebnis     | Gegner                          |   | Austragungsort                | Anlass     | Zuschauer | Bemerkungen                                        |
| ------------- | ------------ | ------------------------------- | - | ----------------------------- | ---------- | --------- | -------------------------------------------------- |
| 8. Juni 1958  | 09:12 (7:04) | Polen                           | H | Kaunas                        | UdSSR-Tour | 10 000    | ; Nach der Liste des ZPRP am 9. Juni               |
| 10. Juni 1958 | 09:11 (2:06) | Polen                           | H | Vilnius                       | UdSSR-Tour |           | [ 3 ] [ 5 ]                                        |
| 12. Juni 1958 | 09:15 (5:08) | Polen                           | H | Klaipėda                      | UdSSR-Tour |           | Mannschaft des Žalgiris Klaipėda und nicht Litauen |
| 2. Okt. 1962  | 07:26 (3:09) | Deutsche Demokratische Republik | A | Leipzig, Stadion des Friedens |            |           | [ 7 ] [ 8 ] [ 9 ] [ 10 ] [ 11 ]                    |
| 4. Okt. 1962  | 12:25 (6:13) | Deutsche Demokratische Republik | A | Stendal                       |            |           | [ 7 ] [ 12 ]                                       |
| 6. Okt. 1962  | 11:23 (3:14) | Deutsche Demokratische Republik | A | Plauen                        |            | 6 000     | [ 7 ] [ 13 ] [ 14 ]                                |